# Seznam poslanců Malty (1945–1947)
Seznam poslanců Malty za volební období 1945–1947.
| Jméno               | Strana | Volební okresek | Poznámky |
| ------------------- | ------ | --------------- | -------- |
| Robert Bencini      | MLP    | 2               |          |
| Pawlu Boffa         | MLP    | 1               |          |
| Joseph Cassar       | MLP    | 1               |          |
| Arthur F. Colombo   | MLP    | 2               |          |
| Godwin G. Ganado    | MLP    | 2               |          |
| Henry Jones         | Ind    | 2               |          |
| Dominic Mintoff     | MLP    | 1               |          |
| John Raimondo       | MLP    | 1               |          |
| Ant. Schembri Adami | MLP    | 2               |          |
| Karmenu Vassallo    | MLP    | 1               |          |